# Benzidamină
Benzidamina este un antiinflamator nesteroidian care are și un efect ușor anestezic și dezinfectant local. El este indicat în inflamații ale mucoasei bucale și ale faringelui. Este substanța activă a medicamentelor Tantum Verde, Tantum Rosa, Tantum Lemon și Faringosept Spray.